# Nashville Soccer Club
Il Nashville Soccer Club, noto semplicemente come Nashville SC, è una società calcistica statunitense con sede nella città di Nashville (Tennessee). Dal 2020 milita nella Major League Soccer (MLS). Dopo due stagioni giocate in casa al Nissan Stadium (69.143 posti), la società ha aperto il nuovo Geodis Park (30.000 posti) il 1 maggio 2022.

## Storia
Il 19 maggio 2016 la United Soccer League assegna a Nashville una franchigia nella seconda lega nordamericana. Il gruppo di proprietà della DMD Soccer ha acquisito il nome, il logo e la combinazione di colori del team Nashville FC (militante in National Premier Soccer League).
Nel settembre 2016 la società cambia denominazione in Nashville Soccer Club.
Dopo due campionati nella seconda lega nordamericana, il 20 febbraio 2019 la Major League Soccer annuncia l'ingresso di Nashville nella lega.

## Colori e simboli

### Colori
I colori della maglia dei Nashville Soccer Club sono il giallo ed il blu, scelti dalla bandiera di Nashville.
Segue evoluzione della maglia.
- Casa

| 2017 | 2018 | 2019 | 2020 |

- Trasferta

| 2017 | 2018 | 2019 | 2020 |

### Simboli ufficiali

#### Stemma
Il simbolo dei Nashville Soccer Club è composto da un ottagono a fondo d'oro che contiene il monogramma "N" e diverse barre verticali in blu. Le barre verticali simboleggiano le onde sonore e le vibrazioni, facendo riferimento alla storia musicale della città.
Precedentemente, la formazione militante un USL aveva il simbolo di forma circolare con il monogramma "N" attraversato da linee che simboleggiavano la cassa armonica di una chitarra, facendo riferimento alla storia musicale della città.

## Stadio
Nei due anni di permanenza in United Soccer League la formazione giocava al First Horizon Park, uno stadio di baseball. Con il passaggio alla MLS ha utilizzato il Nissan Stadium in co-abitazione con i Tennessee Titans. Dal 2022, dopo il  completamento e l'inaugurazione, gioca le proprie partite casalinghe al Geodis Park, uno stadio specifico per il calcio da 30.000 posti.

## Società

### Organigramma societario
Di seguito l'organigramma del Nashville SC aggiornato al 5 dicembre 2022.
- Ian Ayre - Presidente
- Dan Farrell - Vicepresidente
- Scott Neal - Vicepresidente e capo della direzione operativa
- Christina Maillo Belda - Vicepresidente e capo della comunicazione
- Ben Reeves - Vicepresidente e capo della direzione finanziaria

### Sponsor
Di seguito la cronologia degli sponsor tecnici del Nashville SC.
- 2018-2019 Under Armour[3]
- 2020- Adidas

## Allenatori e presidenti
Fin dalla sua fondazione, l’allenatore del club è stato Gary Smith.
- Gary Smith (2018-)

Di seguito la cronologia dei presidenti.
- Ian Ayre (2018-)

## Calciatori

### Capitani
In totale sono due i capitani che hanno guidato il Nashville SC. Negli anni in cui il club giocò nelle serie minori statunitensi, il capitano fu Michael Reed; a partire dalla stagione 2020, anno d'ingresso in MLS, Dax McCarty venne nominato nuovo capitano.
- Michael Reed (2018-2019)
- Dax McCarty (2020-)

### Contributo alle Nazionali

#### Nazionale statunitense
Walker Zimmerman, da giocatore di Nashville, ha partecipato e vinto la Gold Cup (2021) e disputato il campionato del mondo in Qatar insieme all'altro compagno di squadra, Shaquell Moore.

#### Altre nazionali
Alistair Johnston è l'unico calciatore non statunitense ad aver partecipato ad un torneo continentale (Gold Cup nel 2021), giocando da titolare tutte le partite del Canada da titolare. 

## Organico

### Rosa 2025
Rosa e numerazione sono aggiornate al 19 febbraio 2025.
| N. |                            | Ruolo | Calciatore        |
| -- | -------------------------- | ----- | ----------------- |
| 1  | Stati Uniti (bandiera)     | P     | Joe Willis        |
| 2  | Stati Uniti (bandiera)     | D     | Daniel Lovitz     |
| 4  | Colombia (bandiera)        | D     | Jeisson Palacios  |
| 5  | Stati Uniti (bandiera)     | D     | Jack Maher        |
| 6  | Honduras (bandiera)        | C     | Bryan Acosta      |
| 7  | Uruguay (bandiera)         | C     | Gastón Brugman    |
| 8  | Australia (bandiera)       | C     | Patrick Yazbek    |
| 9  | Inghilterra (bandiera)     | A     | Sam Surridge      |
| 10 | Germania (bandiera)        | C     | Hany Mukhtar      |
| 11 | Stati Uniti (bandiera)     | A     | Tyler Boyd        |
| 12 | Stati Uniti (bandiera)     | A     | Teal Bunbury      |
| 13 | Rep. Dominicana (bandiera) | P     | Xavier Valdez     |
| 14 | Canada (bandiera)          | D     | Jacob Shaffelburg |
| 16 | Stati Uniti (bandiera)     | C     | Matthew Corcoran  |

| N. |                        | Ruolo | Calciatore        |
| -- | ---------------------- | ----- | ----------------- |
| 19 | Stati Uniti (bandiera) | C     | Alex Muyl         |
| 20 | Norvegia (bandiera)    | C     | Edvard Tagseth    |
| 21 | Stati Uniti (bandiera) | A     | Maximus Ekk       |
| 22 | Stati Uniti (bandiera) | D     | Joshua Bauer      |
| 23 | Stati Uniti (bandiera) | D     | Taylor Washington |
| 24 | Messico (bandiera)     | C     | Jonathan Pérez    |
| 25 | Stati Uniti (bandiera) | D     | Walker Zimmerman  |
| 29 | Australia (bandiera)   | D     | Julian Gaines     |
| 31 | Honduras (bandiera)    | D     | Andy Najar        |
| 33 | Stati Uniti (bandiera) | D     | Chris Applewhite  |
| 47 | Stati Uniti (bandiera) | A     | Isaiah Jones      |
| 77 | Stati Uniti (bandiera) | A     | Adem Sipić        |
| 99 | Stati Uniti (bandiera) | P     | Brian Schwake     |
|    | Svezia (bandiera)      | C     | Ahmed Qasem       |

### Rosa 2024
Rosa e numerazione sono aggiornate al 17 marzo 2024.
| N. |                        | Ruolo | Calciatore        |
| -- | ---------------------- | ----- | ----------------- |
| 1  | Stati Uniti (bandiera) | P     | Joe Willis        |
| 2  | Stati Uniti (bandiera) | D     | Daniel Lovitz     |
| 3  | Canada (bandiera)      | D     | Lukas MacNaughton |
| 5  | Stati Uniti (bandiera) | D     | Jack Maher        |
| 6  | Stati Uniti (bandiera) | C     | Amar Sejdič       |
| 8  | Costa Rica (bandiera)  | C     | Randall Leal      |
| 9  | Inghilterra (bandiera) | A     | Sam Surridge      |
| 10 | Germania (bandiera)    | C     | Hany Mukhtar      |
| 11 | Stati Uniti (bandiera) | A     | Tyler Boyd        |
| 12 | Stati Uniti (bandiera) | A     | Teal Bunbury      |
| 13 | Stati Uniti (bandiera) | D     | Joey Skinner      |
| 14 | Canada (bandiera)      | D     | Jacob Shaffelburg |
| 16 | Stati Uniti (bandiera) | C     | Dru Yearwood      |
| 17 | Stati Uniti (bandiera) | D     | McKinze Gaines    |
| 18 | Stati Uniti (bandiera) | D     | Shaq Moore        |
| 19 | Stati Uniti (bandiera) | C     | Alex Muyl         |

| N. |                        | Ruolo | Calciatore        |
| -- | ---------------------- | ----- | ----------------- |
| 20 | Panama (bandiera)      | D     | Aníbal Godoy      |
| 21 | Ghana (bandiera)       | A     | Forster Ajago     |
| 22 | Stati Uniti (bandiera) | D     | Joshua Bauer      |
| 23 | Stati Uniti (bandiera) | D     | Taylor Washington |
| 24 | Messico (bandiera)     | C     | Jonathan Pérez    |
| 25 | Stati Uniti (bandiera) | D     | Walker Zimmerman  |
| 26 | Australia (bandiera)   | C     | Patrick Yazbek    |
| 27 | Camerun (bandiera)     | C     | Brian Anunga      |
| 28 | Canada (bandiera)      | A     | Woobens Pacius    |
| 30 | Stati Uniti (bandiera) | P     | Elliot Panicco    |
| 44 | Stati Uniti (bandiera) | D     | Brent Kallman     |
| 47 | Stati Uniti (bandiera) | A     | Isaiah Jones      |
| 54 | Stati Uniti (bandiera) | C     | Sean Davis        |
| 67 | Stati Uniti (bandiera) | P     | Ben Martino       |
| 77 | Stati Uniti (bandiera) | A     | Adem Sipic        |

### Rosa 2023
Rosa e numerazione sono aggiornate al 20 febbraio 2023.
| N. |                        | Ruolo | Calciatore        |
| -- | ---------------------- | ----- | ----------------- |
| 1  | Stati Uniti (bandiera) | P     | Joe Willis        |
| 2  | Stati Uniti (bandiera) | D     | Daniel Lovitz     |
| 4  | Stati Uniti (bandiera) | D     | Nick DePuy        |
| 5  | Stati Uniti (bandiera) | D     | Jack Maher        |
| 6  | Stati Uniti (bandiera) | C     | Dax McCarty       |
| 7  | Stati Uniti (bandiera) | A     | Fabrice Picault   |
| 8  | Costa Rica (bandiera)  | C     | Randall Leal      |
| 9  | Stati Uniti (bandiera) | A     | Tyler Boyd        |
| 10 | Germania (bandiera)    | C     | Hany Mukhtar      |
| 11 | Stati Uniti (bandiera) | A     | Ethan Zubak       |
| 12 | Stati Uniti (bandiera) | A     | Teal Bunbury      |
| 13 | Stati Uniti (bandiera) | D     | Joey Skinner      |
| 14 | Canada (bandiera)      | D     | Jacob Shaffelburg |
| 16 | Inghilterra (bandiera) | D     | Laurence Wyke     |
| 17 | Stati Uniti (bandiera) | A     | C. J. Sapong      |
| 18 | Stati Uniti (bandiera) | D     | Shaq Moore        |

| N. |                        | Ruolo | Calciatore        |
| -- | ---------------------- | ----- | ----------------- |
| 19 | Stati Uniti (bandiera) | C     | Alex Muyl         |
| 20 | Panama (bandiera)      | D     | Aníbal Godoy      |
| 21 | Stati Uniti (bandiera) | D     | Ahmed Longmire    |
| 23 | Stati Uniti (bandiera) | D     | Taylor Washington |
| 24 | Slovacchia (bandiera)  | C     | Ján Greguš        |
| 25 | Stati Uniti (bandiera) | D     | Walker Zimmerman  |
| 26 | Stati Uniti (bandiera) | C     | Luke Haakenson    |
| 27 | Camerun (bandiera)     | C     | Brian Anunga      |
| 28 | Stati Uniti (bandiera) | C     | Tyler Freeman     |
| 29 | Stati Uniti (bandiera) | C     | Nebiyou Perry     |
| 30 | Stati Uniti (bandiera) | P     | Elliot Panicco    |
| 54 | Stati Uniti (bandiera) | C     | Sean Davis        |
| 67 | Stati Uniti (bandiera) | P     | Ben Martino       |
| 91 | Francia (bandiera)     | A     | Kemy Amiche       |
|    | Inghilterra (bandiera) | A     | Sam Surridge      |

### Rosa 2022
Rosa e numerazione sono aggiornate al 19 novembre 2022.
| N. |                           | Ruolo | Calciatore        |
| -- | ------------------------- | ----- | ----------------- |
| 1  | Stati Uniti (bandiera)    | P     | Joe Willis        |
| 2  | Stati Uniti (bandiera)    | D     | Daniel Lovitz     |
| 4  | Stati Uniti (bandiera)    | D     | Dave Romney       |
| 5  | Stati Uniti (bandiera)    | D     | Jack Maher        |
| 6  | Stati Uniti (bandiera)    | C     | Dax McCarty       |
| 8  | Costa Rica (bandiera)     | C     | Randall Leal      |
| 9  | Costa d'Avorio (bandiera) | A     | Aké Loba          |
| 10 | Germania (bandiera)       | C     | Hany Mukhtar      |
| 11 | Stati Uniti (bandiera)    | A     | Ethan Zubak       |
| 12 | Stati Uniti (bandiera)    | A     | Teal Bunbury      |
| 14 | Stati Uniti (bandiera)    | D     | Jacob Shaffelburg |
| 15 | Stati Uniti (bandiera)    | D     | Eric Miller       |
| 17 | Stati Uniti (bandiera)    | A     | C. J. Sapong      |

| N. |                        | Ruolo | Calciatore         |
| -- | ---------------------- | ----- | ------------------ |
| 18 | Stati Uniti (bandiera) | D     | Shaq Moore         |
| 19 | Stati Uniti (bandiera) | C     | Alex Muyl          |
| 20 | Panama (bandiera)      | D     | Aníbal Godoy       |
| 21 | Stati Uniti (bandiera) | D     | Ahmed Longmire     |
| 23 | Stati Uniti (bandiera) | D     | Taylor Washington  |
| 25 | Stati Uniti (bandiera) | D     | Walker Zimmerman   |
| 26 | Stati Uniti (bandiera) | C     | Luke Haakenson     |
| 27 | Camerun (bandiera)     | C     | Brian Anunga       |
| 30 | Stati Uniti (bandiera) | P     | Elliot Panicco     |
| 32 | Stati Uniti (bandiera) | P     | Will Meyer         |
| 54 | Stati Uniti (bandiera) | C     | Sean Davis         |
|    | Stati Uniti (bandiera) | P     | Bryan Meredith     |
|    | Burundi (bandiera)     | C     | Irakoze Donasiyano |

### Rosa 2021
Rosa e numerazione sono aggiornate al 12 marzo 2021.
| N. |                        | Ruolo | Calciatore      |
| -- | ---------------------- | ----- | --------------- |
| 1  | Stati Uniti (bandiera) | P     | Joe Willis      |
| 2  | Stati Uniti (bandiera) | D     | Daniel Lovitz   |
| 3  | Stati Uniti (bandiera) | D     | Jalil Anibaba   |
| 4  | Stati Uniti (bandiera) | D     | Dave Romney     |
| 5  | Stati Uniti (bandiera) | D     | Jack Maher      |
| 6  | Stati Uniti (bandiera) | C     | Dax McCarty     |
| 8  | Costa Rica (bandiera)  | C     | Randall Leal    |
| 10 | Germania (bandiera)    | C     | Hany Mukhtar    |
| 11 | Uruguay (bandiera)     | A     | Rodrigo Piñeiro |
| 15 | Stati Uniti (bandiera) | D     | Eric Miller     |
| 17 | Stati Uniti (bandiera) | A     | C. J. Sapong    |
| 19 | Stati Uniti (bandiera) | C     | Alex Muyl       |

| N. |                        | Ruolo | Calciatore        |
| -- | ---------------------- | ----- | ----------------- |
| 20 | Panama (bandiera)      | D     | Aníbal Godoy      |
| 21 | Stati Uniti (bandiera) | D     | Shaquell Moore    |
| 22 | Stati Uniti (bandiera) | C     | Matt LaGrassa     |
| 23 | Stati Uniti (bandiera) | D     | Taylor Washington |
| 25 | Stati Uniti (bandiera) | D     | Walker Zimmerman  |
| 26 | Stati Uniti (bandiera) | C     | Luke Haakenson    |
| 27 | Camerun (bandiera)     | C     | Brian Anunga      |
| 29 | Stati Uniti (bandiera) | D     | Jacob Shaffelburg |
| 30 | Stati Uniti (bandiera) | P     | Elliot Panicco    |
| 35 | Stati Uniti (bandiera) | P     | Bryan Meredith    |
| 70 | Kenya (bandiera)       | C     | Handwalla Bwana   |